# Sommer-Paralympics 2008/Teilnehmer (Niger)
| stlisierte Goldmedaille | stlisierte Silbermedaille | stlisierte Bronzemedaille |
| ----------------------- | ------------------------- | ------------------------- |
| —                       | —                         | —                         |

Niger nahm mit dem Powerlifter Zakari Amadou an den Sommer-Paralympics 2008 im chinesischen Peking teil, der auch Fahnenträger beim Einzug der Mannschaft war. Die Mannschaft Nigers errang keine Medaille.

## Teilnehmer nach Sportart

### Powerlifting (Bankdrücken)
Männer
- Zakari Amadou